# Tischeria sulphurea
Tischeria sulphurea is een vlinder uit de familie van de vlekmineermotten (Tischeriidae). De wetenschappelijke naam van de soort is voor het eerst geldig gepubliceerd in 1878 door Frey & Boll.